# Staurogyne racemosa
Staurogyne racemosa är en akantusväxtart som först beskrevs av William Roxburgh, och fick sitt nu gällande namn av Carl Ernst Otto Kuntze. Staurogyne racemosa ingår i släktet Staurogyne och familjen akantusväxter. Inga underarter finns listade i Catalogue of Life.